# Олеат натрия
Олеа́т натрия —  натриевая соль олеиновой кислоты, органическое соединение с брутто-формулой C18H33O2Na.  Светло-зелёные или жёлтые кристаллы, растворим в воде.

## Получение
- Нейтрализация олеиновой кислоты гидроксидом натрия:

{\displaystyle {\mathsf {NaOH+C_{17}H_{33}COOH\ {\xrightarrow {}}\ C_{17}H_{33}COONa+H_{2}O}}}
- Омыление жиров.

## Физические свойства
Олеат натрия образует светло-зелёные или жёлтые кристаллы
ромбической сингонии,

параметры ячейки a = 0,50 нм, b = 4,48 нм, c = 0,40 нм, Z = 2.
Растворим в  воде,  этаноле.

## Применение
- Компонент моющих средств ( распространенное ПАВ).
- Компонент текстильно-вспомогательных средств, например, аппретов.
- Эмульгатор.
- Флотореагент.